# 荒木実
荒木 実（あらき みのる、1949年2月9日- ）は、京都市右京区出身の元競輪選手。日本競輪学校第23期生。同期には阿部道らがいる。

## 経歴
京都府立桃山高等学校時代は野球部に在籍し、同部の主将を務めた。
1966年9月18日、和歌山競輪場でデビューするや、無傷の18連勝を達成。若い頃よりマーク型の選手としてトップスターへの道へと上りつめ、1974年に行われた高松宮杯競輪では、中を一気に割って伸び優勝。2年後の高松宮杯でも同じような形のレース内容で制した。ちなみに2回とも、雨が降りしきる中レースが行われたが、そのことにあやかって、雨男のニックネームがつけられた。
1988年、競輪発祥40周年を記念して、平塚競輪場で開催されたルビーカップのシニア杯に出走し優勝した。
2000年3月31日競輪選手登録削除。通算勝利数382。
現役引退後は日刊スポーツでの評論家を経て、スポーツニッポンで評論家を務める。またSPEEDチャンネルでも専門解説者等で活動中。専門解説は主に近畿地区の競輪場で行っているが、広島競輪場など他地区の競輪場でも行うことがある。
2018年2月1日付で、日本名輪会入りした。